# High Score
High Score è una docuserie creata da France Costrel e distribuita su Netflix il 19 Agosto 2020. Racconta la nascita e l’evoluzione dei videogiochi dalla fine degli anni 70 fino agli anni 90. Tutto questo avviene attraverso varie interviste a Sviluppatori e Videogiocatori protagonisti di quel periodo.

## Episodi

### 1) Il boom e la crisi
Il primo episodio è incentrato sulla creazione e distribuzione dei cabinati, che avvenne tra gli anni 70 e gli anni 80. Molti i videogiochi protagonisti di un approfondimento avvenuto per tutto l’episodio, come Space Invaders e Pacman.
Sono state inoltre mostrate ed intervistate numerose persone, dal calibro di: Tomohiro Nishikado, creatore di Space Invaders; Rebecca Heineman, vincitrice del primo torneo di Space invaders; Doug Macrae, Steve Golson, e Mike Horowitz fondatori della General Computer Corporation; Toru Iwatani, il creatore di Pacman; Nolan Bushell, cofondatore di Atari; Howard Scott Warshaw, lo sviluppatore di ET.

### 2) La rinascita
L’episodio si focalizza sull’azienda Nintendo e di come essa, dalla sua nascita, è arrivata ad insediarsi in America grazie alla console da gioco NES e dal suo titolo di punta: Donkey Kong.
In questo episodio compare Hirokazu Tanaka, occupato della composizione musicale nelle divisioni Nintendo; Gail Tilden, direttore marketing Nintendo America, a lui il merito del così grande successo della console nel nuovo continente; Jeff Hansen, il primo vincitore del Nintendo World Championship; John Kirby, l’avvocato che rappresentò Nintendo in una grande causa. Come riconoscimento, Nintendo diede il suo nome ad un nuovo personaggio, che da lì a poco sarebbe destinato a spopolare tra i più piccoli, Kirby. A quest’uomo è dedicato l’episodio, venuto a mancare nel 2019.

### 3) Giochi di ruolo
Si tratta la nascita e l’evoluzione dei giochi di avventura e dei giochi di ruolo. 
Le interviste includono Roberta Williams e Ken Williams, creatori di Mistery House; Richard Garriot, creatore di Ultima; Yoshitaka Amano, artista di Final Fantasy; Ryan Best, sviluppatore del famoso gioco di ruolo LGBT Gayblade.

### 4) E guerra sia
Il quarto episodio racconta la nascita della "console war" in America tra la Sega e la Nintendo, che hanno iniziato a darsi battaglia a suon di console e videogiochi. 
Sono intervistati Tom Kalinske, CEO della divisione americana di SEGA; Hyrokazu Yashuara, Gameplay Designer di Sonic; Chris Tang, vincitore della Sega world championships del 1994; Trip Hawkins, fondatore di Electronic arts; Joe Ybarra, sviluppatore di John Madden football.

### 5) Fight!
il quinto episodio esplora l'insediarsi di un nuovo genere nel mercato videoludico: i picchiaduro, passando da Street Fighter a Mortal Kombat. Durante l’episodio si scopre che proprio quest’ultimo viene chiamato in tribunale insieme a Night Trap, con l’accusa di istigazione alla violenza. Il tutto si concluderà con l’instaurazione nel 1993 dell’Entertainment Software Rating Board (ESRB).
Le interviste comprendono: Akira Nishitani e Akira Yasuda, designer di Street Fighter 2; John Tobias, creatore della serie Mortal Kombat; Takahiro Nakano, vincitore della "Street Fighter 2 Turbo Championship" tenutasi in Giappone nel 1993; Jim Riley, creatore di Night Trap.

### 6) Il livello successivo
questo episodio copre la transizione dei videogiochi avvenuta nel 1993 dal 2D al 3D, e la nascita del multiplayer. Sono citati giochi dal calibro di Star Fox e di DOOM.
Le interviste riguardano: John Romero, creatore di DOOM; Dylan Cuthbert e Giles Goddard, sviluppatori di Star Fox.

## Produzione
L’idea di questa miniserie nasce da France Costrel, una ragazza Francese, venutale in mente alla fine delle riprese di una serie Tv: 8-Bit Legacy, a cui la ragazza ha partecipato. Secondo lei infatti, la serie era trattata in una maniera fin troppo classica, e le venne in mente di realizzare qualcosa di diverso. Costrel però non volle raccontare l’intera storia dei videogiochi, ma limitarsi ad un intervallo di tempo che parte dalla fine degli anni 70 e arriva alla fine degli anni 90, prendendo in considerazione sia i giochi usciti in quei decenni, sia tutto quel che il mercato videoludico ha sviluppato intorno a sé, come nuove figure professionali o campionati mondiali. Con queste premesse presentò il progetto a Netflix, che decise di finanziarlo.
In cerca di storie da riprendere, la costrel ottenne l’attenzione sia delle case produttrici sia dai videogiocatori professionisti. Girò materiale per un totale di 20 ore, che poi ridusse per riuscir a far entrare il tutto in 6 episodi.

## Curiosità
Uno dei giochi trattati in questa serie tv è stato GayBlade di Ryan Best, che lo aveva creato negli anni 90. Come spiegato in uno degli episodi, durante un suo trasferimento dalle Hawaii alla California tutte le sue copie del gioco andarono perse e non né riuscì a trovarne altre altrove, cosa che aveva spiegato ai produttori durante un’intervista. Verso la fine della post-produzione il set fu contattato dallo Schwules Museum di Berlino, che ha potuto fornire loro una copia del gioco. L’opera è stata aggiunta in un archivio online, e può essere scaricata e riprodotta liberamente tramite un emulatore.

## Accoglienza
La critica si è espressa in maniera piuttosto positiva.
"High Score riesce ad elevare la semplice cronaca arrivando ad affrontare tematiche sociali, morali e culturali che ancora oggi vengono discusse quando si parla di videogiochi." Movieplayer.it 4/5
"High Score trasforma la storia in un'avventura epica: con prove da superare e colpi di scena." Multiplayer.it 8/10
"High Score è una prelibatezza arrivata fin troppo in sordina che merita di certo una promozione ben maggiore." Everyeye 8.5/10